# Jydatchiv
Jydatchiv (en ukrainien : Жидачів) ou Jidatchov (en russe : Жидачов ; en polonais : Żydaczów) est une ville de l'oblast de Lviv, en Ukraine. Sa population s'élevait à 10 773 habitants en 2019.

## Géographie
Jydatchiv est arrosée par la rivière Stryï et se trouve à 52 km au sud de Lviv.

## Histoire
Jydatchiv a été fondée en 1164 et a reçu le droit de Magdebourg en 1393.
Depuis la première partition de la Pologne, en 1772, jusqu'en 1918, la ville (nommée Żydaczów) fait partie de l'empire d'Autriche, puis d'Autriche-Hongrie (Cisleithanie après le compromis de 1867). Elle est chef-lieu du district de même nom, l'un des 78 Bezirkshauptmannschaften (powiats) en province (Kronland) de Galicie en 1900.

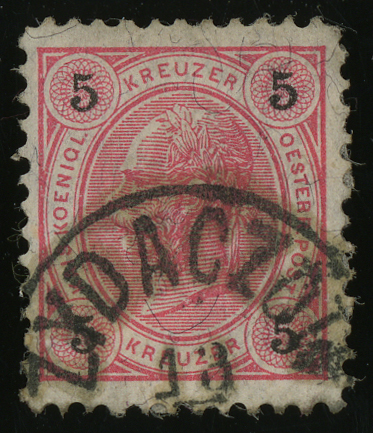
Timbre de la monarchie autrichienne de l'émission de 1890, oblitéré en polonais, bureau ouvert en 1868

En 1919, le sort de cette province est disputé par la Pologne et la Russie soviétique, jusqu'à la paix de Riga signée le 18 mars 1921, attribuant la Galicie orientale à la Pologne (jusqu'à la rivière Zbroutch). Jydatchiv fait alors partie de la voïvodie de Lviv.
Le 17 septembre 1939, la Pologne orientale est envahie par l'Armée rouge, annexée par l'Union soviétique et intégrée le 14 novembre 1939 dans la république socialiste soviétique d'Ukraine. Le 17 janvier 1940, la ville de Jydatchiv devient de centre administratif d'un raïon de la nouvelle oblast de Drohobytch.
Pendant la Seconde Guerre mondiale, la ville est occupée par l'Allemagne nazie du 1er juillet 1941 au 1er août 1944. En 1940, elle comptait 4 200 habitants, dont 1 900 Ukrainiens, 1 290 Polonais et 950 Juifs. Dès le début de l'occupation allemande, les juifs sont enfermés dans un ghetto. En septembre 1942, ils sont déportés au camp d'extermination de Bełżec et assassinés. La ville est finalement libérée de l'occupation allemande par le premier front ukrainien de l'Armée rouge au cours de l'offensive Lvov-Sandomir.
En 1944, la Galicie orientale est annexée par l'Union soviétique et rattachée à la république socialiste soviétique d'Ukraine.

## Population
Recensements (*) ou estimations de la population :
| 1959* | 1970* | 1979*  | 1989*  | 2001*  | 2011   | 2012   |
| ----- | ----- | ------ | ------ | ------ | ------ | ------ |
| 8 533 | 9 810 | 10 320 | 11 217 | 11 798 | 11 204 | 11 203 |

| 2013   | 2014   | 2015   | 2016   | 2017   | 2018   | 2019   |
| ------ | ------ | ------ | ------ | ------ | ------ | ------ |
| 11 180 | 11 149 | 11 100 | 11 017 | 10 962 | 10 917 | 10 773 |

## Économie
La principale entreprise de Jydatchiv est la papeterie Jydatchivs'kyï TsPK VAT, qui emploie 2 500 salariés.

## Culture
Le musée du Pays de Jydatchiv (en ukrainien Музей Жидачівської землі) est situé à Jydatchiv. En 2009, ce musée a rejoint le giron de la galerie nationale d’art Borys Voznytsky de Lviv.

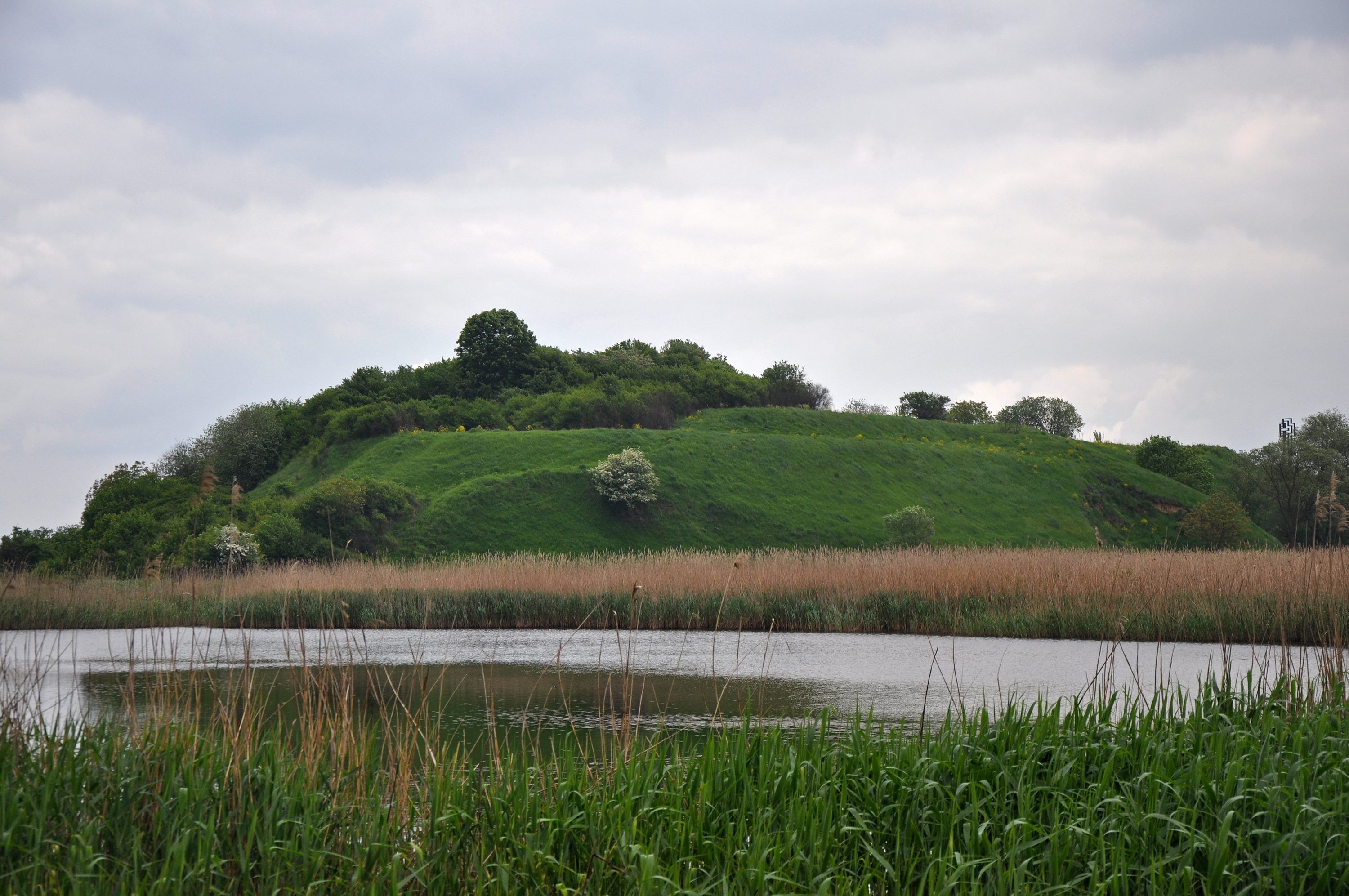
Le château classé
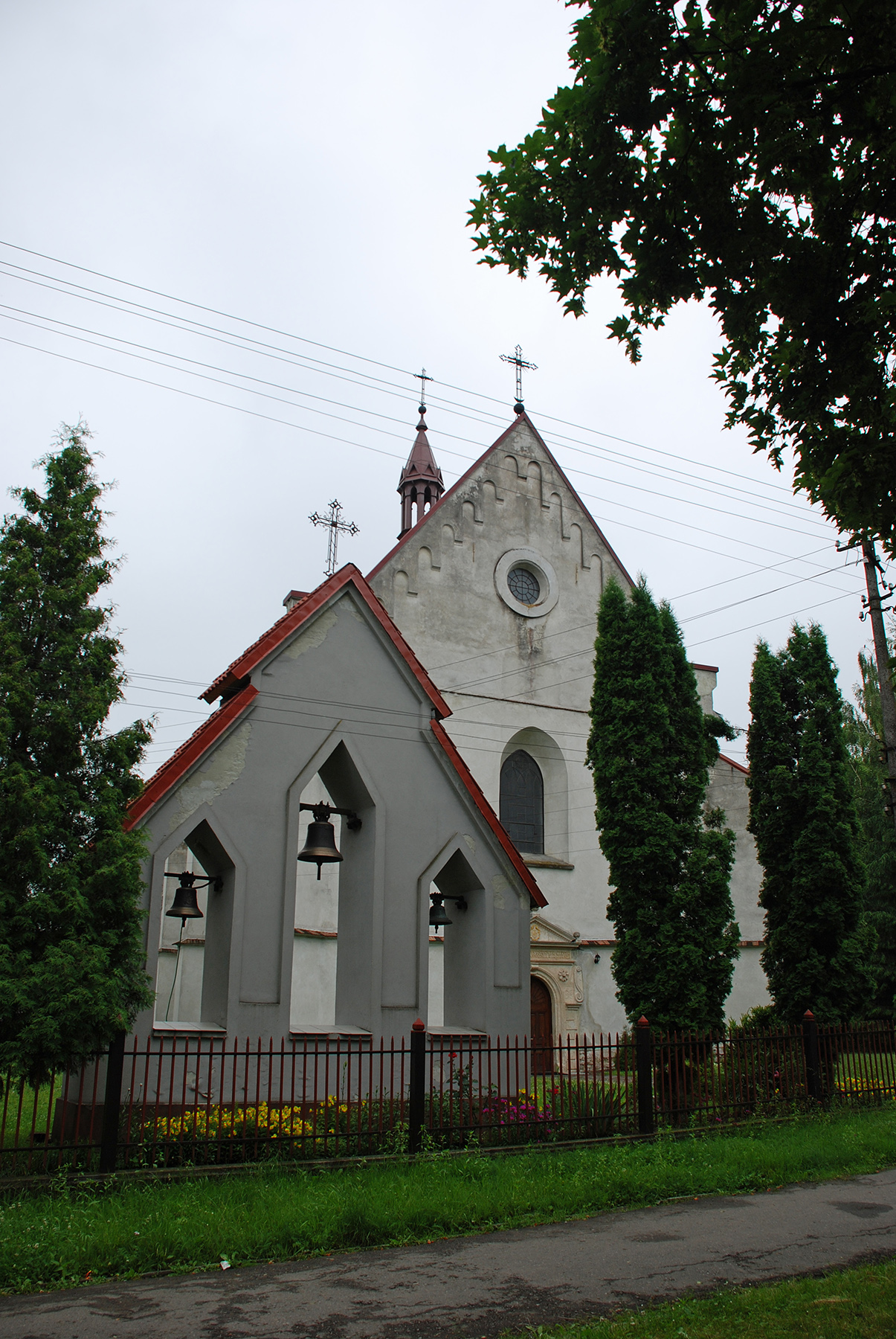
L'église de la Dormition classée[8] et son clocher classé
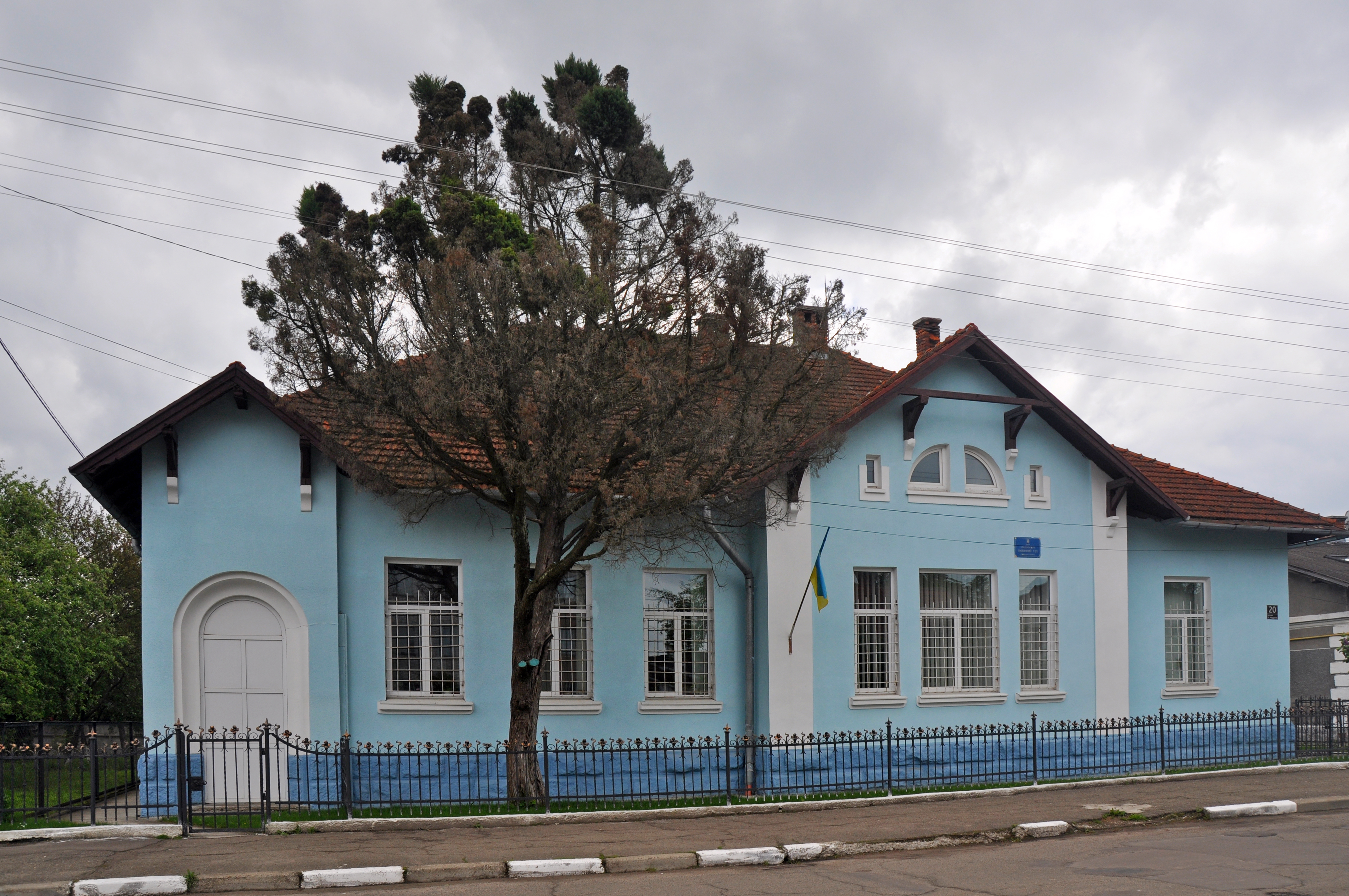
tribunal du district classée